# Fluttershy
(Fluttershy a Twilight.)
Fluttershy è un personaggio principale della serie animata My Little Pony - L'amicizia è magica, doppiata in italiano da Benedetta Ponticelli e da Andrea Libman nell'edizione originale. Ella rappresenta l'elemento della gentilezza.

## Il personaggio

### Lo sviluppo del personaggio
L'aspetto di Fluttershy ricorda quello di Posey (conosciuta nella versione italiana come Penelope), un pony terrestre della serie Vola mio mini pony. Il suo simbolo, che raffigura tre farfalle rosa e azzurro, è simile a quello del pony Sky Skimmer.

### Carattere
Fluttershy è caratterizzata da un'estrema dolcezza e gentilezza, una voce flebile e soave e una tempra timida e cauta. La sua premura è tanta da impedirle, spesso, di esprimere apertamente i propri sentimenti o le proprie paure, per timore di deludere le aspettative altrui.
Facilmente impressionabile, Fluttershy «ha paura anche della sua ombra», non ama essere al centro dell'attenzione e detesta esibirsi di fronte agli altri, essendo rimasta traumatizzata a seguito di un'umiliante esperienza vissuta durante la sua prima infanzia, al campo di volo. Ad ogni modo, la sua grande determinazione le permette il più delle volte di superare le sue paure nei momenti di grande necessità.
Fluttershy è sempre stata inesperta nel volo, e non esita a dichiarare: «se avessi saputo che la terraferma aveva tanto in serbo sarei venuta qui molto prima, senza andarmene più»; in effetti, ella abita sulla terraferma, in un cottage in prossimità della Everfree Forest. Malgrado la sua scarsa abilità, Fluttershy riesce a trainare da sola la mongolfiera di Twilight, spinta dalla necessità di fermare Discord.
Nonostante la sua abituale gentilezza, Fluttershy perde la calma in occasione del Gran Galà Galoppante, frustrata dall'evasività degli animaletti con cui sperava di diventare amica, e arriva a compiere gesti a lei inconsueti, come allestire una trappola, scoppiare in una risata malvagia e isterica e lanciare urla spaventose; Fluttershy subisce un radicale cambio di personalità in almeno tre occasioni: sotto l'influenza della magia di Discord, che la rende crudele e sarcastica; a seguito del corso di autostima di Iron Will, che la riempie per un breve periodo di una grande sicurezza di sé, ma anche di arroganza e insolenza; e infine quando Rarity le chiede di badare alla sua boutique di Manehattan, in questa circostanza per soddisfare i vari clienti impersona tre commesse diverse, all'inizio le cose vanno bene ma poi i personaggi che impersona diventano cattivi e lei stessa diventa maleducata, antipatica e odiosa.

### Abilità
Fluttershy è straordinariamente abile a rapportarsi con gli altri animali, risultando in grado di comprenderli e prendersi amorevolmente cura di loro; gli unici animali che non ama, in quanto la terrorizzano, sono i draghi (anche se non ha paura dei cuccioli di drago, come Spike). Malgrado la sua esperienza, Fluttershy ha difficoltà a gestire le specie animali che non conosce, come nel caso dei "paraspiritelli" e della fenice Philomena, e in alcuni casi il suo eccesso di premura rischia di causare più guai di quanti ne risolva, come in occasione del passaggio dei breezie attraverso Ponyville.
Una particolarità notevole di Fluttershy è che, nonostante la sua abituale timidezza, ella diventa estremamente combattiva in situazioni disperate, arrivando a ridurre in lacrime un enorme drago e a vanificare il potere dello sguardo pietrificante di una coccatrice. Ciò che la rende terribile in queste occasioni è soprattutto la penetrante occhiata che ella rivolge all'avversario, cui si fa riferimento come "lo Sguardo" (the Stare); questa abilità viene adoperata da Fluttershy in altre occasioni, risultando però inefficace contro Discord.

## Equestria Girls
Nel universo di Equestria Girls, Fluttershy è una ragazza liceale dalla pelle gialla. Lavora come volontaria per il rifugio animale e porta sempre con sé animali nel suo zaino. Suona il tamburello e si trasforma in pony quando mostra gentilezza a chi ne ha bisogno. Nel quarto film Equestria Girls - Legend of Everfree Fluttershy ottiene, come le sue amiche, dei poteri magici derivati da una pietra magica gialla, che le dona la capacità di parlare con gli animali.